# Remigia paraguayica
Remigia paraguayica là một loài bướm đêm trong họ Erebidae.